# Fußball-Ostasienmeisterschaft 2013
| Fußball-Ostasienmeisterschaft 2013 2013 East Asian Football Championship |                              |
|                                                                          |                              |
| Anzahl Nationen                                                          | 10 (4 Endrundenteilnehmer)   |
| Ostasienmeister                                                          | Japan (4. Sieg)              |
| Austragungsort                                                           | Seoul und Hwaseong, Südkorea |
| Eröffnung                                                                | 20. Juli 2013                |
| Endspiel                                                                 | 28. Juli 2013                |
| Tore                                                                     | 21 (Ø: 3,5 pro Spiel)        |
| Torschützenkönig                                                         | Yōichirō Kakitani (3 Tore)   |
| Bester Spieler                                                           | Hotaru Yamaguchi             |

Die fünfte Ausgabe der Fußball-Ostasienmeisterschaft, offiziell EAFF East Asian Cup 2013, wurde 2013 in Südkorea ausgetragen. Vier Mannschaften aus dem ostasiatischen Raum qualifizierten sich für die Endrunde. Davon waren Südkorea, VR China und Japan bereits gesetzt. Zum ersten Mal nahm die Mannschaft von Australien an diesem Turnier teil, wobei die Mongolei in diesem Wettbewerb fehlte.
Die Qualifikationsrunde wurde in zwei Gruppenphasen ausgespielt. In einer Vorqualifikation spielten die drei verbandsschlechtesten Teams um einen freien Platz in der zweiten Runde. An dieser nahmen auch die übrigen fünf nicht für die Endrunde gesetzten Teams teil. Der Sieger qualifizierte sich für die Endrunde. Der Ostasienmeister wird durch Gruppenspiele ermittelt.

## Modus
Jede Mannschaft spielte in der jeweiligen Gruppenphase je einmal gegen jede andere Mannschaft der Gruppe. Ein Sieg wurde mit drei Punkten, ein Unentschieden mit einem Punkt bewertet.
Bei zwei oder mehreren punktgleichen Mannschaften, entschieden folgende Kriterien:
1. bessere Tordifferenz;
2. höhere Anzahl erzielter Tore;
3. höhere Punktzahl aus den Spielen der punkt- und torgleichen Mannschaften untereinander;
4. bessere Tordifferenz aus diesen Spielen;
5. höhere Anzahl erzielter Tore aus diesen Spielen;
6. Losentscheid.

## Austragungsort
Die ersten Qualifikationsspiele wurden in Yona auf Guam ausgetragen. Die zweite Qualifikationsrunde fand in Hongkong statt.

## Turnier

### Erste Qualifikationsrunde
| Pl. | Land               | Sp. | S | U | N | Tore    | Diff. | Punkte |
| --- | ------------------ | --- | - | - | - | ------- | ----- | ------ |
| 1.  | Guam               | 2   | 2 | 0 | 0 | 006:100 | +5    | 06     |
| 2.  | Macau              | 2   | 1 | 0 | 1 | 005:400 | +1    | 03     |
| 3.  | Nördliche Marianen | 2   | 0 | 0 | 2 | 002:800 | −6    | 0      |

|                            |   |       |           |
| 18. Juli 2012 um 07:00 Uhr |   |       |           |
| Nördliche Marianen         | – | Guam  | 1:3 (1:1) |
| 20. Juli 2012 um 07:00 Uhr |   |       |           |
| Nördliche Marianen         | – | Macau | 1:5 (0:2) |
| 22. Juli 2012 um 07:00 Uhr |   |       |           |
| Guam                       | – | Macau | 3:0 (2:0) |

| Bester Torschütze | Wertvollster Spieler |
| ----------------- | -------------------- |
| Jason Cunliffe    | Jason Cunliffe       |

Guam qualifiziert sich für die zweite Runde.

### Zweite Qualifikationsrunde
| Pl. | Land                       | Sp. | S | U | N | Tore    | Diff. | Punkte |
| --- | -------------------------- | --- | - | - | - | ------- | ----- | ------ |
| 1.  | Australien                 | 4   | 3 | 1 | 0 | 019:100 | +18   | 10     |
| 2.  | Nordkorea                  | 4   | 3 | 1 | 0 | 016:200 | +14   | 10     |
| 3.  | Hongkong                   | 4   | 2 | 0 | 2 | 004:600 | −2    | 06     |
| 4.  | Chinesisch Taipeh (Taiwan) | 4   | 0 | 1 | 3 | 002:170 | −15   | 01     |
| 5.  | Guam                       | 4   | 0 | 1 | 3 | 002:170 | −15   | 01     |

|                               |   |            |           |
| 1. Dezember 2012 um 07:30 Uhr |   |            |           |
| Guam                          | – | Hongkong   | 1:2 (0:2) |
| 1. Dezember 2012 um 10:10 Uhr |   |            |           |
| Taiwan                        | – | Nordkorea  | 1:6 (0:3) |
| 3. Dezember 2012 um 10:50 Uhr |   |            |           |
| Nordkorea                     | – | Guam       | 5:0 (2:0) |
| 3. Dezember 2012 um 13:30 Uhr |   |            |           |
| Hongkong                      | – | Australien | 0:1 (0:0) |
| 5. Dezember 2012 um 10:50 Uhr |   |            |           |
| Taiwan                        | – | Guam       | 1:1 (0:0) |
| 5. Dezember 2012 um 13:30 Uhr |   |            |           |
| Nordkorea                     | – | Australien | 1:1 (0:1) |
| 7. Dezember 2012 um 10:50 Uhr |   |            |           |
| Guam                          | – | Australien | 0:9 (0:3) |
| 7. Dezember 2012 um 13:30 Uhr |   |            |           |
| Hongkong                      | – | Taiwan     | 2:0 (1:0) |
| 9. Dezember 2012 um 07:20 Uhr |   |            |           |
| Hongkong                      | – | Nordkorea  | 0:4 (0:3) |
| 9. Dezember 2012 um 10:00 Uhr |   |            |           |
| Australien                    | – | Taiwan     | 8:0 (5:0) |

| Bester Torschütze | Wertvollster Spieler |
| ----------------- | -------------------- |
| Ri Myong-jun      | Brett Emerton        |

Australien qualifizierte sich für die Endrunde.

### Endrunde
Die Endrunde fand parallel zum Turnier der Frauen statt, wobei die ersten vier Spiele jeweils nach den Spielen der Frauen im selben Stadion stattfanden.
Während Japan bei den Frauen mit den derzeit besten verfügbaren Spielerinnen antrat, standen im japanischen Männerkader nur zwei Feldspieler (Yūzō Kurihara und Hideto Takahashi) sowie die beiden Ersatztorhüter des Confed-Cup-Kaders. Im australischen und südkoreanischen Kader standen je acht Spieler, die auch in den Kadern für die letzten WM-Qualifikationsspiele am 18. Juni 2013 standen, aber keine in Europa tätigen Spieler.
| Pl. | Land                | Sp. | S | U | N | Tore    | Diff. | Punkte |
| --- | ------------------- | --- | - | - | - | ------- | ----- | ------ |
| 1.  | Japan               | 3   | 2 | 1 | 0 | 008:600 | +2    | 07     |
| 2.  | Volksrepublik China | 3   | 1 | 2 | 0 | 007:600 | +1    | 05     |
| 3.  | Südkorea            | 3   | 0 | 2 | 1 | 001:200 | −1    | 02     |
| 4.  | Australien          | 3   | 0 | 1 | 2 | 005:700 | −2    | 01     |

|                                                               |   |            |           |
| 20. Juli 2013 um 12:00 Uhr in Seoul (Seoul World Cup Stadium) |   |            |           |
| Südkorea                                                      | – | Australien | 0:0       |
| 21. Juli 2013 um 14:00 Uhr in Seoul (Seoul World Cup Stadium) |   |            |           |
| Japan                                                         | – | China      | 3:3 (1:1) |
| 24. Juli 2013 um 13:00 Uhr in Hwaseong (Hwaseong Stadium)     |   |            |           |
| Südkorea                                                      | – | China      | 0:0       |
| 25. Juli 2013 um 13:00 Uhr in Hwaseong (Hwaseong Stadium)     |   |            |           |
| Japan                                                         | – | Australien | 3:2 (1:0) |
| 28. Juli 2013 um 11:15 Uhr in Seoul (Olympiastadion Seoul)    |   |            |           |
| Australien                                                    | – | China      | 3:4 (1:1) |
| 28. Juli 2013 um 13:00 Uhr in Seoul (Olympiastadion Seoul)    |   |            |           |
| Südkorea                                                      | – | Japan      | 1:2 (1:1) |